# Баранов, Павел Терентьевич
Павел Терентьевич Баранов (1929—2006) — строитель, Герой Социалистического Труда (1981).

## Биография
Павел Баранов родился 20 февраля 1929 года на хуторе Дугинов (ныне — Азовский район Ростовской области).
С ранних лет работал в рыболовецкой артели. Позднее окончил школу фабрично-заводского ученичества, после чего работал плотником, каменщиком.
С 1958 года работал в строительной организации СУ-6 (впоследствии преобразованной в Азовскую передвижную механизированную колонну ПМК-1046), стал в ней бригадиром комплексной бригады.
Бригада Баранова была зачинателем метода работы бригадным подрядом среди всех строителей района. Ею строились Азовская средняя школа № 9, Азовская райбольница, несколько комплексов жилых домов, ряд животноводческих комплексов, молочно-товарных и птицеферм, баз отдыха, сельских школ.
Указом Президиума Верховного Совета СССР от 19 марта 1981 года за «выдающиеся успехи, достигнутые в выполнении заданий десятой пятилетки и социалистических обязательств» Павел Баранов был удостоен высокого звания Героя Социалистического Труда с вручением ордена Ленина и медали «Серп и Молот».
Проживал в Азове. Умер 18 августа 2006 года.

## Награды и звани
- Был также награждён орденом Трудового Красного Знамени и рядом медалей[1].
- Заслуженный строитель РСФСР (1969).